# پلزانس، کبک
پلزانس (به فرانسوی: Plaisance) شهری در منطقه شهری پاپینو ناحیه اوتاوه در استان کبک کانادا است. در سرشماری سال ۲۰۱۱ این شهر ۱٬۱۵۰ نفر جمعیت داشته‌است و مساحت آن ۴۲٫۶۱ کیلومتر مربع است.